# Mycetochara linearis
Mycetochara linearis är en skalbaggsart som först beskrevs av Johann Karl Wilhelm Illiger 1794.  Mycetochara linearis ingår i släktet Mycetochara, och familjen svartbaggar. Arten är reproducerande i Sverige.